# Cavalo de troia (computação)

Imagem ilustrativa

Em computação, um cavalo de Troia (do inglês, Trojan horse, ou, simplesmente, trojan) é qualquer malware que engana os usuários sobre sua verdadeira intenção. O termo é derivado da história grega antiga do cavalo de madeira enganoso que levou à queda da cidade de Troia.
Os cavalos de Troia geralmente são espalhados por alguma forma de engenharia social, por exemplo, quando um usuário é levado a executar um anexo de email disfarçado para não parecer suspeito (por exemplo, um formulário de rotina a ser preenchido) ou clicando em algum anúncio falso no site de mídia social ou qualquer outro. Embora a carga útil possa ser qualquer coisa, muitas formas modernas atuam como backdoor, entrando em contato com um controlador que pode ter acesso não autorizado ao computador afetado. Os cavalos de Troia podem permitir que um invasor acesse informações pessoais dos usuários, como informações bancárias, senhas ou identidade pessoal. Também pode excluir os arquivos de um usuário ou infectar outros dispositivos conectados à rede. Os ataques de ransomware geralmente são realizados usando um trojan.
Diferente dos vírus de computador, worms e softwares de segurança não autorizados, os cavalos de Troia geralmente não tentam se injetar em outros arquivos para se autorreplicar ou se propagar de outra maneira.

## Origem do nome
A origem do nome remonta à história da guerra de Troia, quando os gregos, simulando uma redenção, oferecem um cavalo de madeira como presente ao rei rival. Os troianos acharam que os gregos tinham desistido da guerra, e que o cavalo era um presente. Decidiram levá-lo para dentro da cidade mas, como era muito grande, derrubaram uma parte da muralha para poder entrar. Uma vez introduzido, soldados gregos saíram do cavalo e abriram os portões da fortaleza, permitindo que outros soldados entrassem e destruíssem a cidade.
O conceito nasceu de um simples programa que se faziam passar por esquemas de autenticação, em que o utilizador era obrigado a inserir as passwords, pensando que estas operações eram legítimas. Por exemplo, na autenticação de uma shell, poderia ser um simples programa numa conta já aberta, e o utilizador que chegasse seria forçado a introduzir a sua password. O cavalo de Troia iria então guardar a password e mascarar a conta (que seria do dono do cavalo de Troia) para que parecesse legítima (a conta da vítima). Entretanto, o conceito evoluiu para programas mais completos.
Os cavalos de Troia atuais são disfarçados de programas legítimos, embora, diferentemente de vírus ou de worms, não criam réplicas de si mesmo (e esse é o motivo pelo qual o cavalo de Troia não é considerado um vírus). São instalados diretamente no computador. De fato, alguns cavalos de Troia são programados para se autodestruir com um comando do cliente ou depois de um determinado tempo.
Os cavalos de Troia ficaram famosos na Internet pela sua facilidade de uso, fazendo qualquer pessoa possuir o controle de um outro computador apenas com o envio de um arquivo. Por isso têm fama de ser considerados "ferramentas de script kid".
Os cavalos de Troia atuais são divididos em duas partes:
- o servidor
- o cliente.

O servidor se instala e se oculta no computador da vítima. normalmente dentro de algum outro arquivo. No momento que esse arquivo é executado, o computador pode ser acessado pelo cliente, que irá enviar instruções para o servidor executar certas operações no computador da vítima.
A direta tende a precisar do IP da vítima para funcionar, já a reversa tem o IP do dono do cavalo de Troia, fazendo assim a conexão.
Geralmente um cavalo de Troia é instalado com o auxílio de um ataque de engenharia social, com apelos para convencer a vítima a executar o arquivo do servidor, o que muitas vezes acaba acontecendo, dada a curiosidade do internauta, como um email atraindo a pessoa a ver fotos de um artista, pedindo a instalação de um plugin, onde o cavalo de Troia fica "hospedado".

## Proteção
Para evitar este tipo de ameaça, uma alternativa é o bloqueio a identificação da extensão de arquivos, assim que os e-mails com anexos *.EXE, *.BAT, *.CMD, *.SCR e *.JS devem ser bloqueados. Peritos recomendam configurar o sistema para mostrar extensões completas, para evitar casos de falsificação de dupla extensão e, naturalmente, usar uma solução de segurança confiável.

## Tipos de cavalo de Troia
Os cavalos de Troia são classificados de acordo com o tipo de ação que conseguem realizar no computador:
- Backdoor: Com um cavalo de Troia backdoor, usuários maliciosos controlam remotamente o computador infectado. Com ele, o autor consegue fazer o que quiser no computador infectado, como enviar, receber, iniciar e excluir arquivos, exibir dados e reiniciar o computador. Os cavalos de Troia backdoor costumam ser usados para reunir um conjunto de computadores e formar uma botnet ou rede zumbi, que pode ser usada para fins criminosos.
- Exploit: São programas que contêm dados ou códigos que tiram proveito de uma vulnerabilidade do software de um aplicativo executado no computador.
- Rootkit Os rootkits têm como objetivo ocultar certos objetos ou atividades em seu sistema. Geralmente, seu principal objetivo é evitar a detecção de programas maliciosos para estender o período em que os programas são executados em um computador infectado.
- Trojan-Banker Programas Trojan-Banker são criados para roubar dados de contas de sistemas de bancos on-line, pagamentos eletrônicos e cartões de débito e crédito.
- Trojan-DDoS Esses programas conduzem ataques de negação de serviço (DoS, Denial of Service) contra um endereço da Web específico. Ao enviar várias solicitações usando seu computador e muitas outras máquinas infectadas, o ataque pode sobrecarregar o endereço de destino e levar a uma negação de serviço.
- Trojan-Downloader Os Trojan-Downloaders podem baixar e instalar novas versões de programas maliciosos em seu computador, incluindo outros cavalos de Troia e adwares.
- Trojan-Dropper Esses programas são usados por hackers para instalar cavalos de Troia e/ou vírus, ou para evitar a detecção de programas maliciosos. Nem todos os programas antivírus são capazes de verificar todos os componentes contidos nesse tipo de cavalo de Troia.
- Trojan-FakeAV Os programas Trojan-FakeAV simulam a atividade de um software antivírus. São desenvolvidos para extorquir seu dinheiro, em troca de detectar e remover ameaças... embora essas ameaças reportadas não existam.
- Trojan-GameThief Este tipo de programa rouba informações de contas de jogadores on-line.
- Trojan-IM Os programas Trojan-IM roubam seus logins e senhas de programas de mensagens instantâneas.
- Trojan-Ransom Este tipo de cavalo de Troia pode modificar dados em seu computador para que ele não funcione corretamente e você não consiga usar dados específicos. O criminoso só restaurará o computador ou desbloqueará seus dados depois que você pagar um resgate extipulado em um valor específico, geralmente em alguma criptomoeda, para dificultar o rastreio da transação.
- Trojan-SMS Esses programas enviam mensagens de texto SMS do seu dispositivo móvel para números a cobrar.
- Trojan-Spy Os programas Trojan-Spy espionam a forma como você usa o computador. Por exemplo, rastreiam dados que você digita no teclado, acessam sua webcam sem sua permissão, fazem capturas de tela ou obtêm uma lista de aplicativos em execução.
- Trojan-Mailfinder Esses programas coletam endereços de e-mail do seu computador.
- Outros tipos de cavalos de Troia incluem: Trojan-ArcBomb, Trojan-Clicker, Trojan-Notifier, Trojan-Proxy, Trojan-PSW